# 2MASS J00250365+4759191
2MASS J00250365+4759191 ist ungefähr ein L4-Zwerg im Sternbild Andromeda. Er wurde 2007 von Kelle L. Cruz et al. identifiziert. Seine Position des Objekts verschiebt sich aufgrund seiner 
Eigenbewegung jährlich um 0,31 Bogensekunden.